# Departamento General Pedernera
General Pedernera es un departamento de la provincia de San Luis, Argentina.
Tiene 14.768 km² y limita al norte con los departamentos de Coronel Pringles y Chacabuco, al este con la provincia de Córdoba, al sur con el departamento Gobernador Dupuy, y al oeste con el departamento Juan Martín de Pueyrredón.

## Toponimia
El nombre de este departamento sanluiseño homenajea al granadero Juan Esteban Pedernera quien interinamente llegó a ser presidente de la Confederación Argentina.

## Localidades y gobiernos locales
El departamento comprende 7 localidades con gobiernos locales, cuyos ejidos municipales no son colindantes, por lo que no ocupan la totalidad del territorio departamental. 
Se encuentran categorizados en 3 municipios:
- Justo Daract
- Villa Mercedes

Un tercer municipio Nación Ranquel, se encuentra al sur del departamento, y abarca también parte del territorio del vecino departamento de Juan Martín de Pueyrredón.
En 2009 la Legislatura de San Luis sancionó la ley n.º V-0677-2009 que creó el municipio de 66 000 hectáreas, con el fin de asentar allí a integrantes del pueblo ranquel. El gobernador designa un delegado para manejar el municipio, que se organizó provisoriamente según los usos y costumbres del pueblo ranquel.
Y 5 comisiones municipales, todas con un intendente comisionado:
- Alto Pelado
- Juan Jorba
- La Punilla
- Lavaisse
- San José del Morro

### Localidades sin gobierno local
Otras 2 localidades no se constituyen en gobiernos locales y por tanto no poseen ejido municipal ni autoridades propias:
- Villa Salles
- Villa Reynolds

## Parajes
- Caldenadas
- Chalanta
- Coronel Alzogaray
- Crámer
- El Centenario
- El Durazno
- Gloria de Dios
- La Aguada
- La Angelina
- La Esquina
- La Portada
- Las Isletas
- Las Vizcacheras
- Liborio Luna
- Pedernera
- Pioneros Siglo XXI
- Río Quinto
- Soven
- Travesía

## Demografía

### Estructura
Según el censo 2022 la población total del departamento es de 148 875 personas, repartidas en 76 217 mujeres y 72 658 hombres, con un índice de masculinidad de 95,3 hombres por cada 100 mujeres. 
La edad mediana de la población es de 31 años (32 entre las mujeres y 30 entre los hombres).
El 9,9% de la población tiene más de 65 años (frente al 8,5% en 2010), y el 2,0% de la población tiene más de 80 años (frente al 1,9% en 2010)

### Salud y educación
El 60,5% de la población tiene al menos un tipo de cobertura de salud. 
Unas 51 746 personas asisten a algún tipo de establecimiento educativo de cualquier nivel y unas 13 051 personas tienen un título terciario o superior (14,9% sobre el total de la población instruida). La tasa de alfabetización es del 99,5

### Migraciones
De las personas residentes en el departamento, unas 34 242 (23,0% del total de población) nacieron en otra provincia, y unas 1 346 (0,9% del total de población) lo hicieron fuera del país, siendo los grupos de inmigrantes más numerosos los provenientes de:
- Chile: 286 personas
- Bolivia: 142 personas
- Colombia: 94 personas
- Paraguay: 94 personas
- Uruguay: 84 personas

### Hogares
En el departamento hay un total de 55 356 viviendas  y 50 809 hogares. 
En cuanto al régimen de tenencia y regularidad de la propiedad de las viviendas, el 57,8% es propia, el 20,2% es alquilada, el 10,5% es cedida o prestada, y el resto se encuentra en otra situación.
Sobre el total de hogares, 47 848 (94,1% del total) tienen acceso a red pública de agua corriente, 45 002 (88,5% del total) tienen desagüe y descarga a red pública cloacal, 29 889 (58,8% del total) tienen acceso a red pública de gas, y 4 733 (82,1% del total) tienen acceso a red de internet en la vivienda. 